# Особиста зброя самооборони

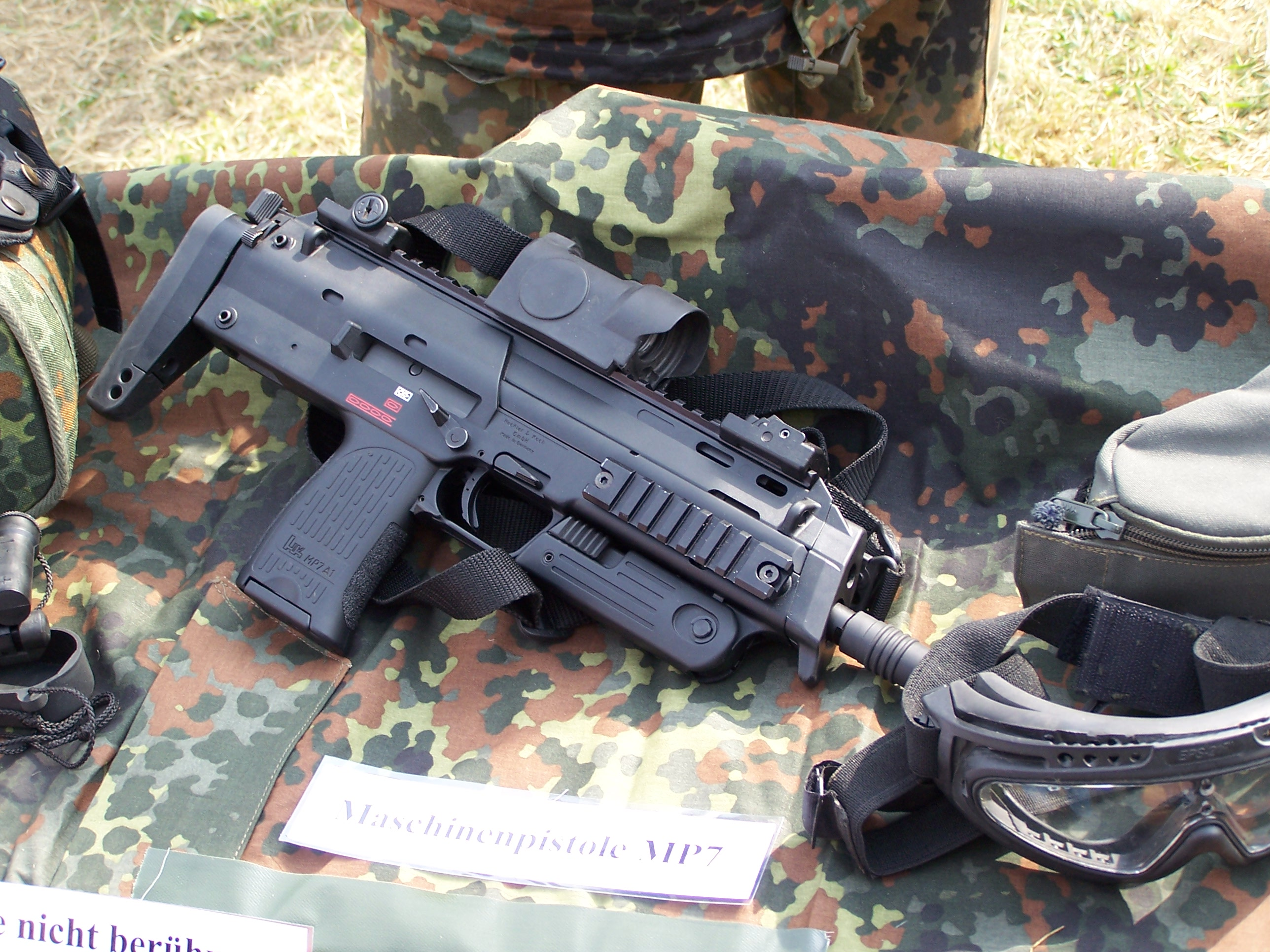
HK MP7

Особиста зброя самооборони (англ. personal defence weapon, PDW) — термін який використовують в західних країнах для позначення легкої і компактної зброї, призначеної для озброєння військовослужбовців так званої «другої лінії» (екіпажів бойових машин, обслуги артилерійських гармат тощо), яким за родом служби не належить «повнорозмірна» зброя, але яким може знадобитись більша вогнева міць, аніж можуть забезпечити пістолети.

## Особливості
Згідно ГОСТ 28653-90 «Зброя стрілецька. Терміни і визначення» більшість представників цього типу зброї варто відносити до пістолетів-кулеметів або автоматичних пістолетів (в залежності від наявності/відсутності плечового упора, додаткового переднього руків'я). Також аналогічну нішу (зброя для екіпажів бойових машин і артилерійських розрахунків) повинен був займати автомат M4.
Для цих цілей традиційно використовували самозарядні або автоматичні пістолети, а також малогабаритні пістолети-кулемети, однак у зв'язку з розповсюдженням засобів індивідуального захисту (шоломи та бронежилети), виникла потреба створити зброю з більшою проникаючою здатністю, але без додаткових обмежень для солдат і яка б не заважала у кузові машини.
Для вирішення такого завдання перш за все треба було створити абсолютно новий боєприпас, який об'єднує невелику масу і віддачу пістолетного набою з вигідною балістикою і проникною здатністю проміжного. Як приклад таких патронів можна навести німецький 4,6 × 30 мм і бельгійський 5,7 × 28 мм, на основі яких були розроблені найвідоміші зразки PDW — HK MP7 и FN P90, здатні вражати супротивників в кевларових бронежилетах на дальності до 200 м. Таким чином, сучасна PDW часто перевершує звичайний пістолет-кулемет бронепробиттям і ефективною дальністю стрільби при аналогічних (або навіть менших) масо-габаритних показниках.

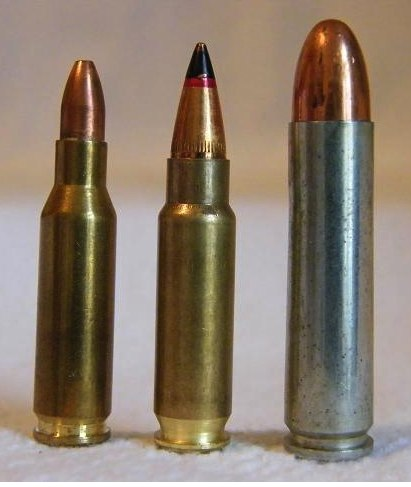
Зліва направо: патрони 4,6 × 30 мм, 5,7 × 28 мм та .30 Carbine.

Варто однак зазначити, що дана концепція не є абсолютно новою: ще під час Другої світової війни американці переозброювали військовослужбовців другої лінії з самозарядних пістолетів на карабіни M1 Garand, хоча і дещо з іншої причини: засоби індивідуального захисту в той час були нерозвинені, проте цей карабін значно підвищував ефективність солдата в бою, а також, що не менш важливо, вимагав набагато менших тимчасових (а значить і фінансових) витрат на навчання стрільбі, ніж пістолет
Попри початкову орієнтованість, на практиці створена за цією концепцією зброя найпопулярнішою серед різних спеціальних підрозділів завдяки своїм невеликим габаритам і масі, які не заважають в умовах бою в тісному приміщенні, високою швидкострільністю і ємним магазинах, що дозволяє створити високу щільність вогню, а також проникаючу здатності куль, яка не залишає шансу противникам в легких кевларових бронежилетах.
В СРСР в 1970-х роках були зроблені кроки в близькому напрямку (дослідно-конструкторська робота «Модерн»), проте на відміну від Заходу радянські зброярі сконцентрувалися на створенні малогабаритного автомата під стандартний проміжний патрон. Це, в поєднанні з широкою уніфікацією зразка який переміг у конкурсі — АКС-74У — з уже наявним на озброєнні автоматом Калашникова, призвело до того, що дану спробу створення ефективної зброї самооборони для військовослужбовців технічних родів військ і допоміжних підрозділів не можна визнати на 100 % вдалої: АКС74У виявився для цієї ролі надмірно важкий і габаритний, а ефективність ведення автоматичного вогню з нього була порівняно невелика через сильне розсіювання куль. Аналогічні проблеми були характерні і для розробленого в Німеччині приблизно тоді ж і за аналогічною ідеологією малогабаритного автомата HK-53 (на базі автомата/«штурмової гвинтівки» HK-33), що вказує на принципові недоліки такої концепції.
Проте, пізніше, вже в Росії, був розроблений ще один малогабаритний автомат — 9A-91, тепер вже — розрахований на застосування кілька ослаблених у порівнянні з автоматними набоями типу СП5 — СП6 (9 × 39 мм, дулова енергія близько 700 Дж), що робить його цікавим зразком, в чималому ступені наближеним до концепції PDW. При цьому через використання спеціальних боєприпасів він втратив одну з головних переваг малогабаритного автомата — уніфікацію по патрона з основним зразком армійської стрілецької зброї.
На дистанції в 100 м 9А-91 забезпечує пробиття 8 мм сталевого листа або бронежилета аж до 3-го класу захисту. При цьому важка куля набагато довше зберігає високу кінетичну енергію, що робить 9А-91 значно ефективнішою зброєю, ніж традиційні ПП під набій 9 мм Para, такі як MP5K-PDW (при близькій дульній енергії, на дистанції 100 м різниця в енергії кулі набою 9 мм Para і патрона 9 × 39 мм вже становить 52 % на користь останнього).
Серед російської зброї для аналогічних цілей призначені також пістолети-кулемети: ПП-2000, що використовує спеціальні бронебійні варіанти набоїв 9×19 мм Парабелум — 7Н31 і 7Н21, АЕК-919К «Каштан» (призначений для озброєння екіпажів бойових машин і льотчиків, проте використовує звичайний пістолетний набій 9×18 мм ПМ, який значно поступається вищезазначеним боєприпасам бронепробиттям) і СР-2 «Вереск» (не позиціонується як зброя самооборони, проте володіє невеликими габаритами і використовує бронебійні патрони 9×21 мм). Однак всі вони мають звичайну «пістолетну» балістику куль, що не дозволяє безпосередньо віднести їх до класу PDW через малу ефективну дальність ведення вогню у порівнянні зі зброєю під малокаліберні пістолетні набої нового покоління.
До зразків подібної зброї яка виробляється в Україні можна віднести пістолети-кулемети виробництва КП НВО «Форт» «Форт-224» та «Форт-226». Обидва ПК розроблені під набій 9×19 мм Парабелум з ефективною дальністю стрільби на дистанціях до 200 м